# Новоселівська сільська рада (Немирівський район)
| Новоселівська сільська рада — колишній орган місцевого самоврядування у Немирівському районі Вінницької області з адміністративним центром у с. Новоселівка. Сільській раді підпорядковані населені пункти: - с. Новоселівка - с. Глинське |

## Склад ради
Рада складається з 14 депутатів та голови.

## Керівний склад сільської ради
| ПІБ                           | Основні відомості                                                                    | Дата обрання | Дата звільнення |
| ----------------------------- | ------------------------------------------------------------------------------------ | ------------ | --------------- |
| Федоренко Світлана Вікторівна | Сільський голова, року народження, освіта, член Народно-демократичної партії України | 26.03.2006   | 31.10.2010      |
| Матюша Зоя Олександрівна      | Сільський голова, 1972 року народження, освіта вища, член Партії регіонів            | 31.10.2010   |                 |

Примітка: таблиця складена за даними джерела